# لیمبدی
لیمبدی (به انگلیسی: Limbdi) یک شهرک در هند است که در ناحیه سورندرانگر واقع شده‌است.

## خصوصیات
لیمبدی ۴۰٬۰۶۷ نفر جمعیت دارد و ۵۳ متر بالاتر از سطح دریا واقع شده‌است.